# Gaoual (prefektur)
Gaoual Prefecture är en prefektur i Guinea. Den ligger i regionen Boke Region, i den västra delen av landet, 250 km norr om huvudstaden Conakry. Antalet invånare är 158 200. Arean är 7 758 kvadratkilometer. Gaoual Prefecture gränsar till Koundara Prefecture, Mali Prefecture, Lelouma Prefecture, Telimele Prefecture, Boke Prefecture och Préfecture de Dubréka. 
Terrängen i Gaoual Prefecture är varierad.
Följande samhällen finns i Gaoual Prefecture:
- Gaoual